# Reichshofmeister
Reichshofmeister (dänisch Rigshofmester) war vom 14. Jahrhundert bis 1660 als eine  Art Premierminister das ranghöchste Amt im Königreich Dänemark nach dem König. Ab 1436 hatten auch Schweden und Norwegen, die mit Dänemark zur Kalmarer Union zusammengeschlossen waren, eigene Reichshofmeister.

## Geschichte
Das Amt des Reichshofmeisters entstand Ende des 14. Jahrhunderts aus der Verbindung des Amts des Hofmeisters als Vorsteher des königlichen Hofs mit dem Amt des Drosten. Der letzte Drost war der 1388 verstorbene Henning Podebusk gewesen.
Der Reichshofmeister unterstand unmittelbar dem König und stand an der Spitze des Reichsrats. Seine Aufgaben und Pflichten waren nicht genau festgelegt. Im Krieg war er der oberste Befehlshaber der Flotte. In seiner Verantwortung standen die Hofkammer und zumindest teilweise auch die Staatsfinanzen. In Abwesenheit des Königs war er dessen Statthalter und Vertreter. Deshalb hatte er oft zusätzlich das Amt des Statthalters von Kopenhagen inne. Als oberster Gerichtsherr diente er als Mittler zwischen König und Untertanen. So bestimmte die Handfeste von Christian III. von 1536 ausdrücklich, dass der Reichshofmeister Klagen von Untertanen über den König entgegenzunehmen und zu untersuchen hatte.
Der Reichshofmeister sollte ein dänischer Adliger sein und wurde direkt vom König eingesetzt. Er wurde auf Lebenszeit ernannt, genauso wie die Reichsräte, die die Interessen des Adels vertraten. Da die Könige dieses wichtige Amt nur einem sehr engen Vertrauten geben wollten, kamen die Reichshofmeister meist aus Adelsfamilien, die dem Königshaus besonders verbunden waren. So waren Vater, Sohn und Enkel aus der Familie Rosenkrantz Reichshofmeister bei drei aufeinander folgenden Königen. Zudem kam es oft zu längeren Vakanzen. Besonders lange, nämlich dreißig Jahre, verzichtete Christian IV. auf die Ernennung eines Reichshofmeisters, ehe er im fortgeschrittenen Alter nacheinander zwei seiner Schwiegersöhne einsetzte, über die er hoffte, mehr Einfluss über den Adel zu gewinnen.
Erst bei Regierungsantritt von Friedrich III. 1648 erhielt der Reichsrat das Recht, drei Kandidaten vorzuschlagen, von denen der König einen auszuwählen hatte. Der einzige Reichshofmeister, der auf diese Weise ins Amt gelangte, war 1652 Joachim Gersdorff, denn in der Vorbereitung der Einführung des Absolutismus durch das Königsgesetz trat der Reichsrat 1660 zurück. Damit war auch das Amt des Reichshofmeisters abgeschafft.

## Amtsinhaber
| Amtszeit     | Reichshofmeister in Dänemark | Besonderheiten |
| ------------ | ---------------------------- | --- |
| 1373         | NN. Frentzel                 | |
| 1385         | Degenhard Buggenhagen        | pommerscher Landmarschall, Reichsrat unter Waldemar IV., in einer Urkunde von Olav II. 1385 als Hofmeister neben dem Drost Henning Podebusk erwähnt |
| 1387         | Bent Byg Grubbe              | |
| 1397         | Mikkel Rud                   | |
| 1400–1409    | Jens Due                     | im Dienste von Margarethe I. und Erik VII., möglicherweise Namensgeber der Duburg in Flensburg, 1413/14 – während Lunges Abwesenheit (?) – erneut als Hofmeister erwähnt                                                                                          |
| 1412–1429    | Anders Jacobsen Lunge        | Vertrauter von Margarethe I., 1397 als Hauptmann auf Schloss Kalmar, 1414/15 als dänischer Vertreter auf dem Konzil von Konstanz |
| 1429–1439    | Erich Krummediek             | Drost im Herzogtum Schleswig, ab 1413 im Dienste von Erik VII.; sein Sohn Hartvig Krummedike war Reichshofmeister in Norwegen |
| 1439–1440    | Albrecht Morer               | Bayrischer Adliger im Dienste von Christoph (III.) von Bayern |
| 1441–1442    | Erik Nielsen Gyldenstjerne   | Verhandlungsführer im Frieden von Vordingborg (1435), stand 1438 an der Spitze des Reichsrats bei der Absetzung von Erik VII. und der Wahl von Christoph von Bayern                                                                                               |
| 1444–1452    | Otte Nielsen Rosenkrantz     | veranlasste 1448 die Wahl von Christian I. zum neuen König und blieb auch nach seiner Absetzung 1452 im Zuge des Machtkampfes zwischen Adel, König und König dessen enger Vertrauter                                                                              |
| 1453–1456    | Niels Eriksen Gyldenstjerne  | |
| 1456–1480    | Erik Ottesen Rosenkrantz     | Sohn von Otte Nielsen, setzte dessen Privatfehde mit dem Aarhuser Bischof Jens Iversen (Lange) über den Einfluss der Kirche im Königreich fort |
| 1482–1487/89 | Strange Nielsen Strangesen   | ab 1480 Hofmeister des Thronfolgers Hans, der 1482 König wurde |
| 1489–1502    | Poul Laxmand                 | verhalf König Hans dank seiner schwedischen Verwandtschaft kurzfristig auf den schwedischen Thron; nach dem schwedischen Aufstand unter Svante Sture 1502, den er nicht niederschlagen konnte, wurde er von Erik Strangesen, dem Sohn seines Vorgängers, ermordet |
| 1513–1515    | Niels Eriksen Rosenkrantz    | Sohn von Erik Ottesen, war bereits Hofmeister von Christian II. gewesen, als dieser noch Thronfolger war |
| 1523–1544    | Mogens Gøye                  | hatte bereits als Reichsmarschall unter Christian II. die Aufgaben eines Reichshofmeisters, erhielt das Amt aber erst unter Friedrich I. |
| 1547–1552    | Eske Bille                   | |
| 1559–1565    | Eiler Hardenberg             | war ab 1551 Hofmeister des Thronfolgers, der 1559 als Friedrich II. König wurde. |
| 1567–1575    | Peder Oxe                    | |
| 1596–1601    | Christoffer Valkendorff      | |
| 1632         | Frants Rantzau               | Schwiegersohn von Christian IV.; starb wenige Monate nach Amtsantritt |
| 1643–51      | Corfitz Ulfeldt              | Schwiegersohn von Christian IV.; unter Friedrich III. abgesetzt |
| 1651–60      | Joachim Gersdorff            | |